# Campestre-et-Luc
Campestre-et-Luc là một xã trong tỉnh Gard thuộc vùng Occitanie, phía nam nước Pháp. Xã Campestre-et-Luc nằm ở khu vực có độ cao trung bình 780 mét trên mực nước biển.